# Tillamook (Oregon)
Pour les articles homonymes, voir Tillamook.
La ville de Tillamook est le siège du comté de Tillamook, situé dans l'Oregon, aux États-Unis.
On y trouve notamment un musée de l'aviation (le Tillamook Air Museum) et une des plus grandes usines de produits laitiers de la côte Ouest (la Tillamook Cheese Factory (en)).

## Dans la culture populaire
Cette ville aurait servi d'inspiration pour Arcadia Bay, la ville fictive où se déroule l’action des jeux vidéo Life Is Strange, sorti en 2015, et Life Is Strange: Before the Storm, sorti en 2017.[réf. nécessaire]